# Black Panther Party
De Black Panther Party (kortweg Black Panthers of Zwarte Panters) was een militante Afro-Amerikaanse politieke organisatie, opgericht in Oakland (Californië) in de Verenigde Staten in 1966 onder de naam Black Panther Party for Self-Defense. De beweging richtte zich op verkrijging van sociale en burgerrechten voor de zwarte minderheid in het land, waarbij geweld een aanvaardbaar middel was. De partij begon een paar jaar na oprichting veel leden te verliezen, en verdween in de vroege jaren 70. Hij was tijdens zijn bestaan veel in het nieuws door geweldsincidenten.

## Aard van de beweging
De Zwarte Panters kwamen voort uit een studentenbeweging aan de Merrit Universiteit (Merrit Junior College) in Oakland, die opgericht was door Huey P. Newton en Bobby Seale. Bij een herdenking van de moord op Malcolm X stelden beiden voor een gewapende militie op te richten. De beweging verwierp dit, en Newton en Seale besloten daarom de Zwartepanterpartij op te richten.
De partij ging uit van het recht van de zwarte bevolking om geweld te gebruiken om zijn rechten te verdedigen, en vormde zo een alternatief voor bestaande gematigde, burgerrechtengroeperingen. De Panters kozen een stijl van zwarte kleding en zichtbaar gedragen geladen wapens. Een tweede thema in de beweging was de aaneensluiting van de zwarte bevolking: de partij had kritiek op de zwarte middenklasse voor zover die tegen de belangen van de armere zwarten handelde. In het kader daarvan pleitten de Zwarte Panters voor het opzetten van instellingen onder Afro-Amerikaans beheer, om zo de sociaal-economische positie van de zwarte bevolking te verbeteren. Productiemiddelen moesten onder controle van de zwarte gemeenschap gebracht worden als de economische structuur in het land niet in staat was om voor voldoende werkgelegenheid voor de zwarte bevolking te zorgen. Hoewel de partij alleen Afro-Amerikanen als lid accepteerde, was zwart nationalisme uiteindelijk een stap te ver voor de beweging. Het was niet zozeer "black power", als wel "power to the people". Een derde idee was dat van een machtsstructuur in de VS die de onderdrukking van de zwarte bevolking bestendigt, en de keuze van confrontatie met die bestaande structuur. Dit uitte zich in het afzetten tegen de Amerikaanse autoriteiten. Het idee van strijd tegen een dergelijke structuur raakte het idee van een marxistische klassenstrijd. Newton kende echter in tegenstelling tot Marx wel een belangrijke rol toe aan het "Lompenproletariaat" in de strijd. Hiermee werden de Panters in hun idee van strijd, ideologisch niet alleen betrokken bij de werklozen in de samenleving, maar ook bij groeperingen in de marge als gangs en drugshandelaar.
De ideeën van aanhangers van de Zwarte Panters konden nogal uiteenlopen, tegenstrijdig zijn, en de focus van de beweging evolueerde eveneens in de tijd van zijn bestaan. In 1968 werd de naam van de partij veranderd in Black Panther Party, en werd er een eind gemaakt aan het dragen van vuurwapens door leden.
Bij de oprichting had de beweging zelf tien punten in een programma neergelegd, die een mengeling van concrete ideeën, radicale (demagogische) uitspraken en ideologie waren. Het was de wens om voor de zwarte gemeenschap te komen tot:
1. macht voor zelfbeschikking
2. volledige werkgelegenheid
3. einde aan roof door het kapitalisme
4. behoorlijke huisvesting
5. onbevooroordeeld onderwijs
6. vrijstelling van militaire dienst voor zwarten
7. einde aan onbehoorlijk politieoptreden
8. vrijheid voor zwarte gevangenen
9. eerlijke rechtspraak voor zwarten
10. land, voedsel, huisvesting, onderwijs, rechtvaardigheid en vrede

Vrijheid voor zwarte gevangen was een doel vanwege het uitgangspunt dat zwarte gevangenen per definitie geen eerlijk proces hadden gehad. Een eind aan racistisch politieoptreden werd beoogd door het oprichten van zwarte zelfverdedigingsgroepen, op grond van het recht tot wapenbezit dat is vastgelegd in de Amerikaanse grondwet.

## Cointelpro en de Panters
De Amerikaanse federale politie FBI volgde de Zwarte Panters in het kader van programma's die gericht waren tegen haatgroeperingen in de Verenigde Staten. Dit gebeurde via Cointelpro, "Counter Intelligence Program", dat was opgezet om dissidente politieke groepen in het land te onderzoeken en te verstoren.
Blijkens verhoren tijdens de "Church Committee Hearings" in 1975 (in de nasleep van de Watergate-affaire) was een van de gebruikte technieken het stoken tussen de Black Panthers en andere groeperingen geweest. Cointelpro verstoorde de sociale programma's van de Panters. Dit is bewezen door de "Citizens' Commission to Investigate the FBI" met behulp van FBI-documenten die ze in april 1971 stalen uit het FBI-hoofdkwartier in Media, Pennsylvania.

## Belang van de organisatie
De belangstelling voor de Zwarte Panters komt voornamelijk voort uit drie aspecten van de organisatie: Hun sociaal activisme, hun gebruik van geweld, en hun belang als symbool en hun emotionele waarde voor de emancipatie en bewustwording van Afro-Amerikanen rond 1970.
- Sociaal activisme: De Panters hadden zelf activiteiten voor de arme bevolking. Ze verzorgden gaarkeukens voor de jeugd, deelden kleding uit en probeerden gratis gezondheidscentra op te zetten. De partij zette ook gewapende burgerwachten op, die soms probeerden slachtoffers van vermeend racistisch politieoptreden bij te staan.
- Radicalisme en bewustwording
- Geweld: De Panters hadden gewelddadige conflicten met andere groeperingen in het land. Bij confrontaties met de US Organisation, een zwarte nationalistische beweging, zijn verscheidene doden gevallen. Onenigheid over een kandidaat voor een positie binnen een Afro-Amerikaans Centrum leidde zo bijvoorbeeld tot een schietpartij op het terrein van de Universiteit van Californië in Los Angeles in januari 1969, waarbij meerdere doden vielen, waaronder voormalig bendelid, en Panterlid Bunchy Carter.[5]